# Zofia Albinowska-Minkiewiczowa
Zofia Albinowska-Minkiewiczowa (en ukrainien : Альбіновська-Мінкевич Софія Юліанівна, en polonais : Zofia Albinowska-Minkiewiczowa ; 1886-1972) est une artiste ayant exercé à Lviv.

## Biographie
Elle est née à Klagenfurt en Autriche-Hongrie et décédé en 1971 à Lviv, elle repose au cimetière de Lytchakiv. Son père était Juliusz Albinowski, un officier polonais et elle a épousé l'architecte Witold Minkiewicz.
Elle a étudié à Vienne dans un cours privé avec Ferdinand Kruis puis à l'Académie Colarossi et à l'école des Beaux-Arts de Paris où elle rencontrait Olga Boznańska, peintresse, enseignante et membre de la Société artistique polonaise. Durant son grand tour elle a étudié à l'Université des arts appliqués de Vienne, voyagé en Belgique, en Grande-Bretagne et en Italie.